# Île Lady Musgrave
L'île Lady Musgrave (en anglais : Lady Musgrave Island) est une île de la mer de Corail, partie de la Grande Barrière de corail, dans le Queensland, en Australie.
Elle est nommée d'après Lady Lucinda Musgrave, épouse du gouverneur du Queensland Sir Anthony Musgrave.